# Пигарёв, Кирилл Васильевич
Кирилл Васильевич Пигарёв (1911–1984) — советский литературовед и музейный деятель. Правнук и биограф Фёдора Ивановича Тютчева. Доктор филологических наук (1954), кандидат исторических наук (1944). Заслуженный работник культуры РСФСР (1973).

## Биография
Родился в Москве в дворянской семье. Сын камер-юнкера Василия Евгеньевича Пигарёва (1878–1919) и фрейлины Екатерины Ивановны Тютчевой (1879–1957), внучки поэта Ф. И. Тютчева. Детские годы провёл в Муранове. Среди первых учителей и наставников юного Кирилла — дядя Н. И. Тютчев, друзья дома: художник М. В. Нестеров и литературовед С. Н. Дурылин.
В 1927–1931 годах учился на Высших государственных литературных курсах и государственных библиотечных курсах. Первые статьи опубликовал в 1928 году в «Мурановском сборнике» и тютчевском альманахе «Урания».
С 1932 года — научный сотрудник мурановского музея, а после смерти дяди — директор музея-усадьбы «Мураново» им. Ф. И. Тютчева (c 1949 по 1980 год). Составитель и редактор изданий Ф. И. Тютчева.
Весной 1941 года был принят в Союз советских писателей. Призыву на военную службу не подлежал по состоянию здоровья. В 1943 году была издана его книга «Солдат-полководец. Очерки о Суворове», а в 1944 году Пигарёв защитил по ней диссертацию на степень кандидата исторических наук.
С 1949 года — научный сотрудник ИМЛИ им. Горького АН СССР.
В 1954 году защитил докторскую диссертацию, посвящённую творчеству Д. И. Фонвизина.
Автор около 100 публикаций на тютчевскую тему, трёх путеводителей по Мураново, редактор библиографического указателя по Тютчеву, составленного на основе картотеки музея. Подготовил издание двухтомника "Лирики" Ф. И. Тютчева в серии Литературные памятники (1966).
Продолжая семейные традиции, передал музею многочисленные реликвии, в том числе книги и автографы известных деятелей культуры.
Похоронен в музее-усадьбе «Мураново» за алтарем церкви Спаса Нерукотворного.

## Труды
- Пигарёв К. В. Солдат-полководец: Очерки о Суворове. — М., 1943, 1944, 1946.
- Пигарёв К. В. Жизнь Рылеева. — М.: Советский писатель, 1947.
- Пигарёв К. В. Мураново. — М.: Московский рабочий, 1948. — 156 с. — 15 000 экз.
- Пигарёв К. В. Суворов. — М., 1945, 1948.
- Пигарёв К. В. Творчество Фонвизина. — М.: Изд-во АН СССР, 1954.
- Пигарёв К. В. Мураново. — М.: Московский рабочий, 1957. — 164 с. — 10 000 экз.
- Пигарёв К. В. Жизнь и творчество Тютчева. — М.: Изд-во АН СССР, 1962.
- Пигарёв К. В. Русская литература и изобразительное искусство: Очерки. — М., 1966.
- Пигарёв К. В. Мураново. — М.: Московский рабочий, 1970. — 160 с. — 35 000 экз.
- Пигарёв К. В. Русская литература и изобразительное искусство: Очерки о русском национальном пейзаже середины XIX в. / АН СССР. Ин-т мировой литературы им. А. М. Горького. — М.: Наука, 1972. — 124, [32] с.
- Пигарёв К. В. Ф. И. Тютчев и его время. — М.: Современник, 1978. — 336 с. — (Библиотека «Любителям российской словесности»).